# Pippi Calzelunghe
Pippi Calzelunghe (in svedese Pippi Långstrump) è un personaggio immaginario protagonista dell'omonimo romanzo del 1945 della scrittrice svedese Astrid Lindgren e dell'omonima serie televisiva del 1969.
Al personaggio, insieme altri della stessa autrice, è dedicato a Vimmerby un parco tematico, Il mondo di Astrid Lindgren.

## Nome
Il suo nome completo è "Pippilotta Virtualia Rolgardinia Succiamenta Efrasilla figlia del Capitano Efraim Calzelunghe, precedentemente terrore dei mari, adesso re negro" ("Pippilotta Viktualia Rullgardina Krusmynta Efraimsdotter Långstrump, dotter till kapten Efraim Långstrump, fordom havens skräck, numera negerkung" nella versione originale svedese).

## Storia
È una bambina che arriva nella tranquilla cittadina svedese di Visby (nell'isola di Gotland) e va a vivere da sola a Villa Villacolle (Villa Villekulla); ha un cavallo bianco a pois neri (razza Knabstrup), che lei chiama Zietto e una scimmietta, signor Nilsson.
L'aspetto vivace della Villa (colorata con i colori verde, giallo e rosa pastello) attira subito l'attenzione degli abitanti della cittadina; in particolare quella di due bambini, Tommy e Annika Settergren che, incuriositi, accedono di soppiatto all'interno della villa e trovano una bambina loro coetanea, che si sta riposando con la testa ai piedi del letto e i piedi (sui quali campeggiano delle buffissime scarpe di 5 misure più grandi del piede stesso) sul cuscino. Incuriositi, i bambini fanno presto amicizia con la simpatica inquilina della villa e scopriranno presto che tiene in casa una grossa borsa con monete antiche di inestimabile valore frutto a suo dire dei tesori misteriosi trovati dal padre, pirata nei mari del Sud. È inoltre dotata di una forza prodigiosa, ai limiti del sovrannaturale che subito metterà in atto alzando di peso il suo cavallo e facendo lo stesso con l'auto dei due malcapitati poliziotti che, dopo la soffiata avuta da zia Prysselius, vorrebbero farla sloggiare dalla villa.
Dice molte bugie e quando qualcuno le racconta di una cosa sembra non conoscerla, anche se forse lo fa solo per infastidire la gente.

## Genesi del personaggio

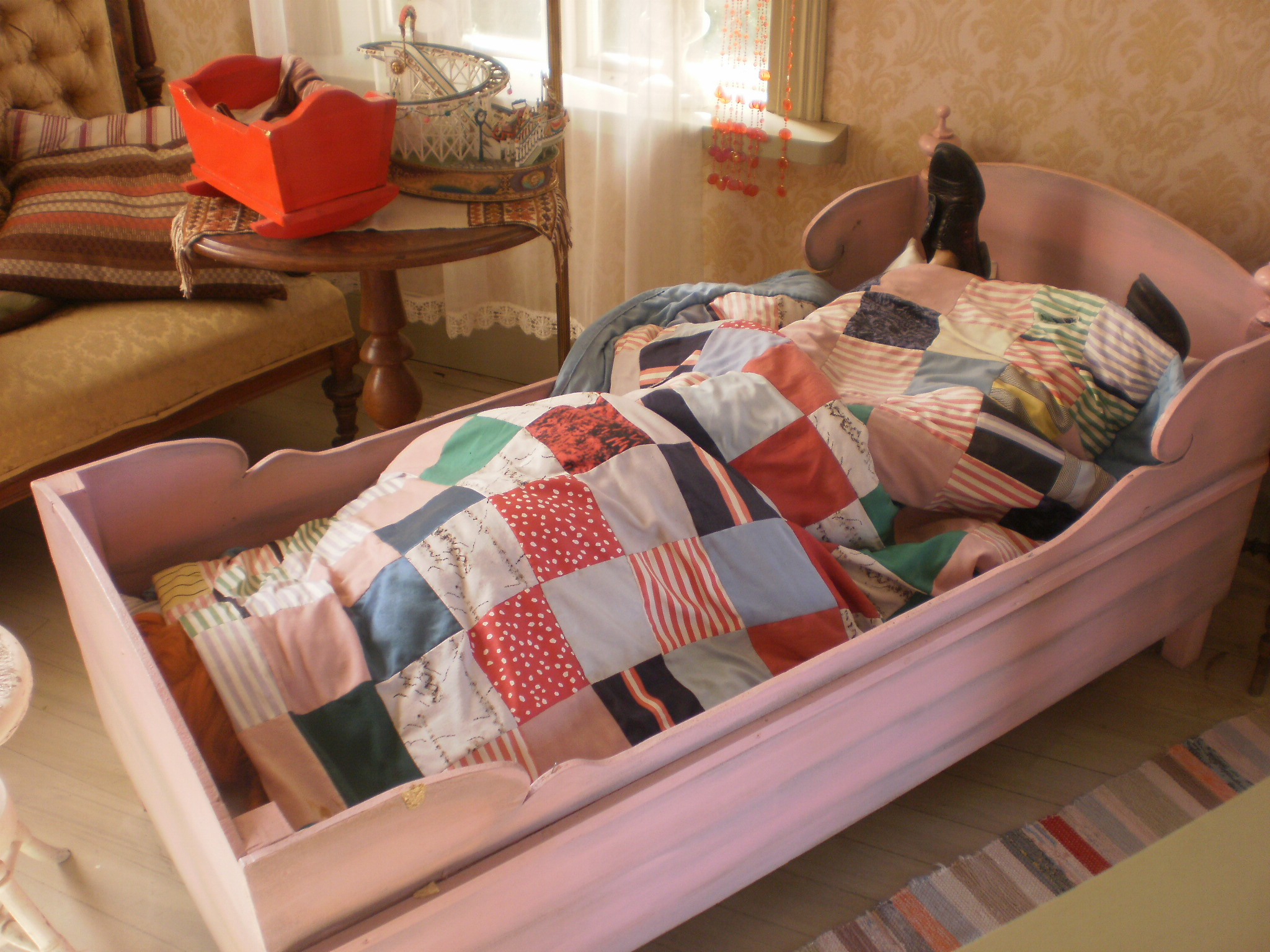
Una riproduzione di Pippi Calzelunghe che dorme nel suo letto all'interno di Villa Villacolle (Visby)

Il romanzo di Pippi Calzelunghe nasce dalle storielle ideate da Astrid Lindgren aventi come protagonista Pippi Calzelunghe, nome inventato dalla figlia Karin che, dovendo stare a letto malata per una polmonite, chiese alla madre di raccontarle la storia di questo personaggio. La Lindgren, perciò, iniziò a scrivere una serie di brevi racconti ispirata dal nome ideato dalla figlia. Il personaggio ha sempre l'obiettivo di risolvere problemi, aiutando i suoi amici Tommy e Annika, con l'aiuto della sua fervida immaginazione e del suo altruismo.

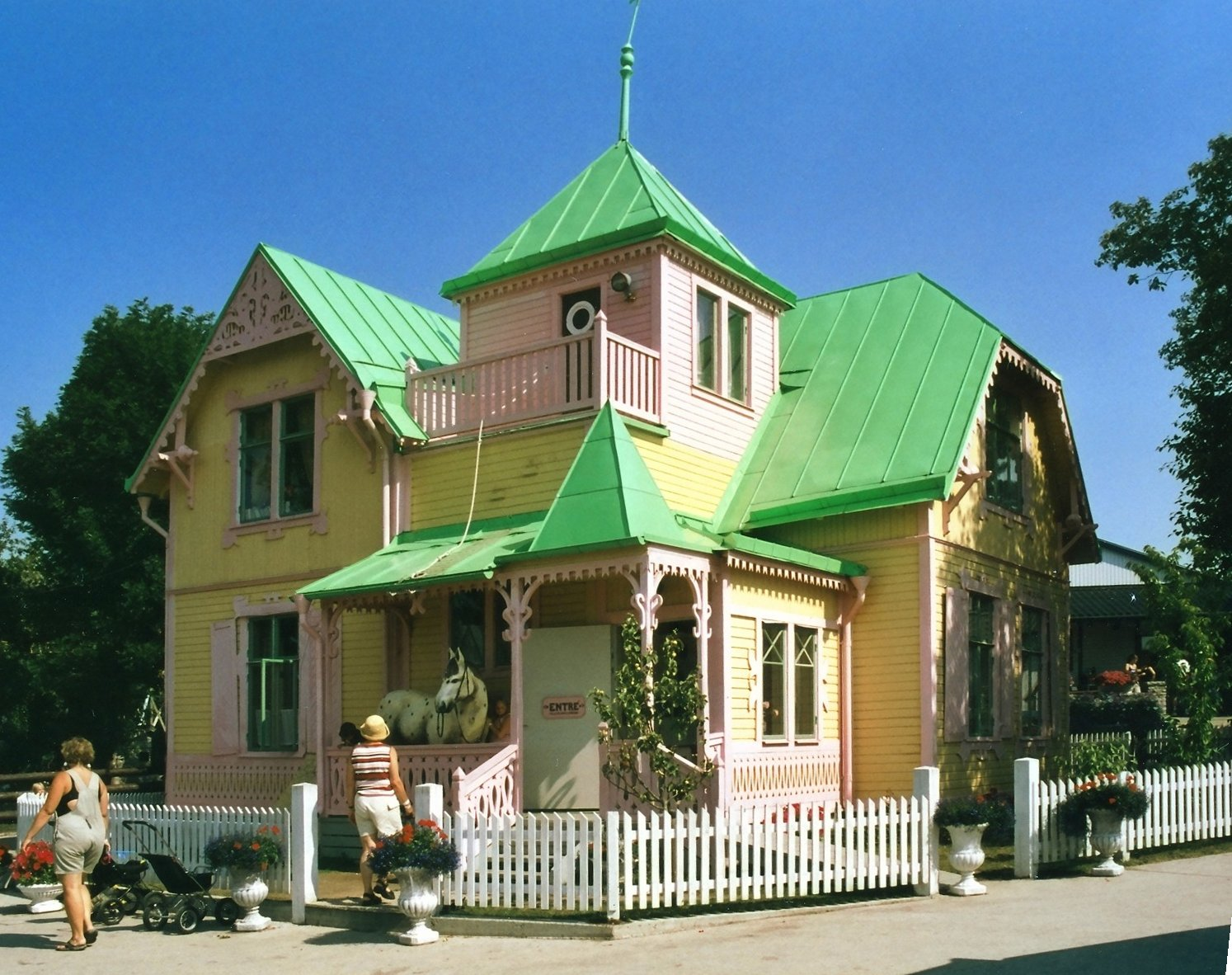
Villa Villacolle, la casa usata per i film e la serie, si trova nell'isola di Gotland in Svezia e più precisamente nella cittadina di Visby. Oggi è meta di turisti.

## Le versioni del personaggio nelle altre lingue
- Albanese: Pipi Çorapegjata

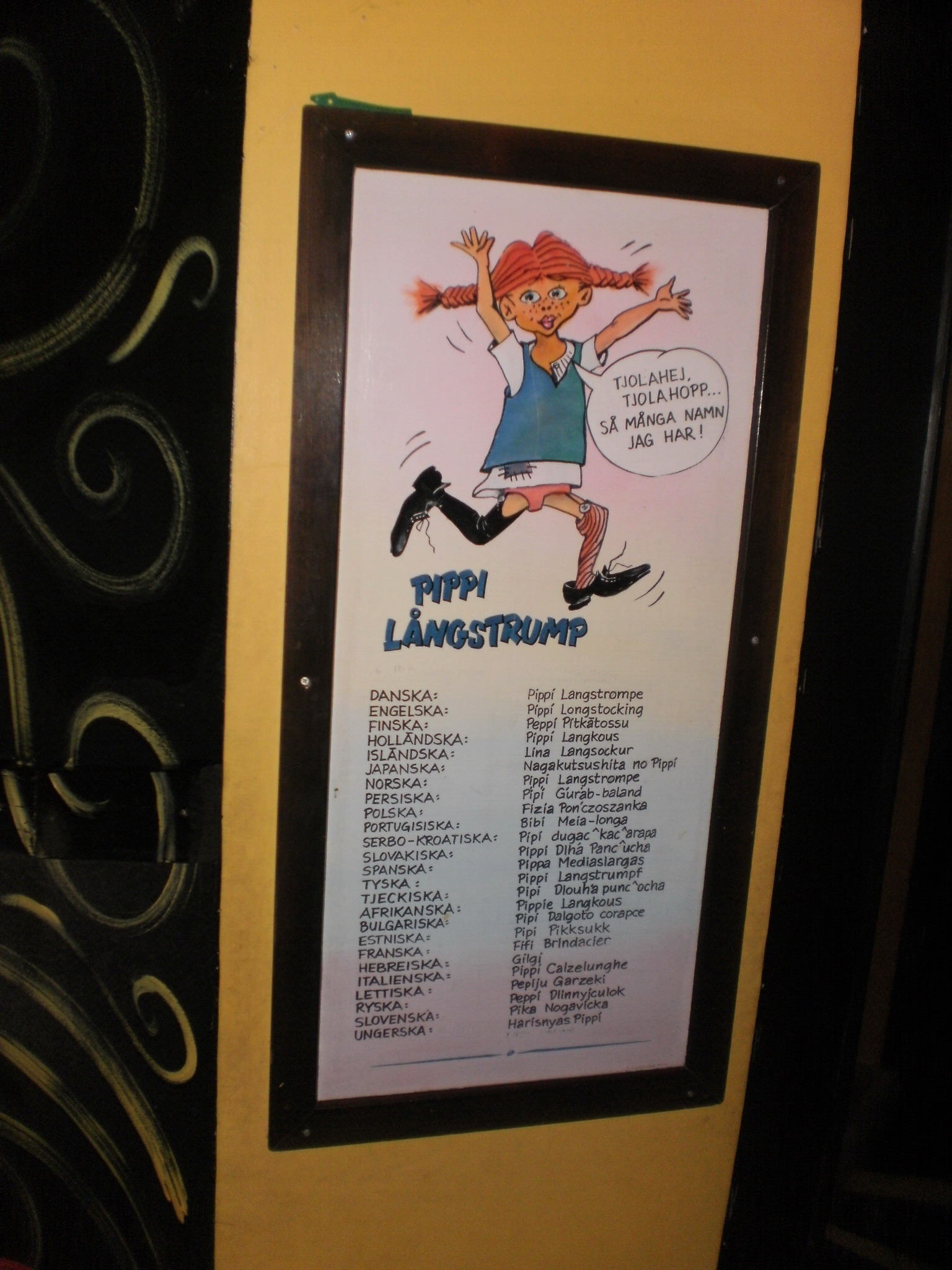
Un cartello all'interno di Villa Villacolle riporta i nomi di Pippi Calzelunghe nei vari paesi del mondo

- Arabo: جنان ذات الجورب الطويل (Jnạn ḏạt ạljwrb ạlṭwyl)
- Basco: Pippi Kaltzaluze
- Bulgaro: Пипи Дългото Чорапче (Pipi Dălgoto Čorapče)
- Ceco: Pipi Dlouhá Punčocha
- Cinese: 長襪子皮皮, 长袜子皮皮 (Zhǎngwàzi Pípí)
- Coreano: 말괄량이 삐삐 (Malkwallyangi Ppippi)
- Croato: Pipi Duga Čarapa
- Curdo: Pippi-Ya Goredirey
- Danese: Pippi Langstrømpe
- Ebraico: בילבי בת - גרב (Bylby Bat Gerev)
- Esperanto: Pipi Ŝtrumpolonga
- Estone: Pipi Pikksukk
- Finlandese: Peppi Pitkätossu
- Francese: Fifi Brindacier
- Galiziano: Pippi Mediaslongas
- Giapponese: 長靴下のピッピ, 長くつ下のピッピ (Nagakutsushita no Pippi)
- Greco: Πίπη η Φακιδομύτη (Pípi̱ i̱ Fakidomýti̱)
- Indonesiano: Pippi Si Kaus Kaki Panjang
- Inglese: Pippi Longstocking
- Islandese: Lína Langsokkur
- Italiano: Pippi Calzelunghe
- Lettone: Pepija Garzeķe
- Lituano: Pepė Ilgakojinė
- Macedone: Пипи долгиот цорап (Pipi dolgiot corap)
- Norvegese: Pippi Langstrømpe
- Olandese: Pipi Langkous
- Persiano: پیپی جوراببلنده (Pypy Gwrāb-balandah)
- Polacco: Pippi Pończoszanka (o talvolta Fizia Pończoszanka)
- Portoghese: Píppi Meialonga/Bibi Meialonga (Brasile); Pipi das Meias Altas (Portogallo)
- Rumeno: Fifi Șosețica
- Russo: Пеппи Длинныйчулок (Peppi Dlinnyjčulok)
- Serbo: Pipi Dugacka Carapa
- Slovacco: Pipi Dlhá Pančucha
- Sloveno: Pika Nogavička
- Spagnolo: Pippi Calzaslargas (Spagna); Pipi Calzaslargas, Pipa Mediaslargas, Pippi Mediaslargas, Pepita Mediaslargas (America Latina)
- Svedese: Pippi Långstrump
- Tedesco: Pippi Langstrumpf
- Thai: ปิ๊ปปี้ ถุงเท้ายาว (Pippi Thung-taow Yaow)
- Turco: Pippi Uzun çorap
- Ucraino: Пеппі Довгапанчоха (Peppi Dovhapanchoha)
- Ungherese: Harisnyás Pippi
- Vietnamita: Pippi tất dài

## Altri media

### Cinema
- Pippi Långstrump, diretto da Per Gunvall (1949)
- Pippi Calzelunghe e il tesoro di Capitan Kid (Pippi Langstrumpf), diretto da Olle Hellbom (1969)
- Pippi a bordo! (Pippi geht von Bord), diretto da Olle Hellbom (1969)
- Pippi Calzelunghe e i pirati di Taka-Tuka (Pippi Långstrump på de sju haven), diretto da Olle Hellbom (1970)
- Quella strega di Pippi Calzelunghe (På rymmen med Pippi Långstrump), diretto da Olle Hellbom (1970)
- Le nuove avventure di Pippi Calzelunghe (The New Adventures of Pippi Longstocking), diretto da Ken Annakin (1988)
- Pippi Calzelunghe (Pippi Longstocking), diretto da Michael Schaack e Clive A. Smith (1997)

### Televisione
- Pippi Longstocking, episodio di Le grandi fiabe (Shirley Temple's Storybook) diretto da Frank Bunetta (1961)
- Pippi Calzelunghe (Pippi Långstrump), diretto da Olle Hellbom (1969)
- Peppi Dlinnyychulok (Пеппи Длинныйчулок), diretto da Margarita Mikaėljan (1984)
- Pippi Longstocking, episodio di ABC Weekend Specials diretto da Colin Chilvers (1985)
- Pippi Calzelunghe (Pippi Longstocking), diretta da Paul Riley (1997)

#### Edizione italiana
La versione italiana della serie fu inizialmente composta da un'unica stagione formata da 13 episodi come nella versione originale. Gli aggiuntivi 8 episodi furono inseriti successivamente sulla base della versione tedesca della serie, ricavati da due film usciti nel 1970. Il doppiaggio in lingua italiana dei primi 13 episodi fu curato dalla C.I.D. 1970.
In Italia la serie è andata in onda in prima visione su Rai 1 nel 1970 e in seguito ha avuto varie repliche: su Rai 2 nel 1980 (assieme agli episodi inediti tratti dai film) nel 1982 e nel 1994, su Disney Channel nel 2004, su Italia 1 nella stagione 2006-07 e su Nickelodeon dal 2007. La serie televisiva Pippi Calzelunghe viene trasmessa dal 2009 anche sul canale DeA Kids e DeA Kids+1, i canali per ragazzi di De Agostini Editore visibili sulla piattaforma Sky ai canali 601 e 602. Nel maggio e giugno 2012 viene trasmessa sul canale per ragazzi Boing e dal 3 dicembre 2012 sul canale per bambini Cartoonito (ancora in trasmissione nell'anno 2020).
La serie televisiva è ambientata negli anni '60 anche se l'auto dei poliziotti è una Ford Model T del 1923 con l'avviamento "a manovella".

## Influenza culturale
- Mimiko, la bimba protagonista di Panda! Go, Panda! (1973) è incredibilmente somigliante nell'aspetto a Pippi; inoltre anch'essa vive da sola in una casa di campagna. Questo perché Hayao Miyazaki e Isao Takahata erano inizialmente intenzionati a creare un anime tratto proprio dall'opera della Lindgren, ma questa aveva negato loro il permesso di utilizzare la sua creazione.[5]
- Il nome d'arte di Pipilotti Rist (artista svizzera, attiva nel campo della videoarte) è un riferimento a Pippi Calzelunghe.
- Il personaggio di Lisbeth Salander, nella trilogia Millennium di Stieg Larsson, è stato pensato come una versione possibile di una Pippi Calzelunghe adulta[6]. Lisbeth Salander viene soprannominata esplicitamente "Pippi Calzelunghe" in una frase detta da Blomkvist nel secondo volume della trilogia.